# Вальтер Бух
Вальтер Бух (нім. Walter Buch; нар. 24 жовтня 1883 Брухзаль, Баден — пом. 12 листопада 1949, озеро Аммерзе, Баварія) — партійний діяч НСДАП, голова Вищого партійного суду НСДАП (листопад 1927 — травень 1945). Рейхсляйтер (2 червня 1933 — 8 травня 1945), почесний обергруппенфюрер СС (9 листопада 1934), группенфюрер СА (18 грудня 1931).

## Життєпис
Походив з дворянського роду. Освіту здобув у гімназіях Констанца і Карлсруе. З 1902 року — фаненюнкер 114-го (6-го Баденського) піхотного полку «Кайзер Вільгельм II»; 27 січня 1904 отримав звання лейтенанта. У Першу світову війну був ад'ютантом полку, командиром роти, пізніше — командиром батальйону. У березні 1918 року підвищений до звання майора. У вересні 1918 року був переведений у Військове міністерство у Берліні.
Після Листопадової революції в Німеччині 20 листопада 1918 року вийшов у відставку і вступив в Баденську організацію колишніх військовослужбовців. У листопаді 1922 року вступив у НСДАП. З серпня 1923 був командиром загонів СА у Франконії (центр — Нюрнберг). Був учасником Пивного путчу 8-9 листопада 1923 року в Мюнхені. В кінці 1923—1924 році б одним з керівників напівлегальних формувань СА.
У листопаді 1927 року став головою Слідчо-арбітражного комітету (нім. Untersuchungs- und Schlichtungs-Ausschuss or USCHLA), який в грудні 1933 року був перетворений на Вищий партійний суд (нім. Oberstes Parteigericht; OPG). Основним завданням Вищої партійного суду, як і підлеглих йому нижчих судів, було цікаво спостерігати за чистотою рядів нацистської партії, розглядати справи проти членів НСДАП, вирішувати конфліктні ситуації всередині партії.
З грудня 1928 року був депутатом рейхстагу від Східного Ганновера. У той час НСДАП мала в рейхстазі тільки 12 депутатських місць. Приблизно в той же час вступив у СС.
У 1932 році намагався організувати групу з метою вбивства начальника штабу СА Ернста Рема, а 30 червня 1934 року був одним з активних учасників знищення вищого керівництва СА в Мюнхені під час «Ночі довгих ножів».
На посаді вищого партійного судді намагався грати роль «совісті партії» і поводитись незалежно. В кінці 1935 року розпочав розслідування діяльності гауляйтера і оберпрезидента Східної Пруссії Еріха Коха за звинуваченням у зловживанні службовим становищем, але Гітлер тоді наказав припинити розслідування. Після цього Бух демонстративно поїхав на деякий час в США. Повернувшись, Бух представив Гітлеру досьє на імперського організаційного керівника і вождя Трудового фронту рейхсляйтера Роберта Лея, зажадавши його відставки. Влітку 1936 року був одним з головних ініціаторів (разом з Мартіном Борманом) організації відставки гауляйтера Курмарка і Позена-Східної Пруссії, оберпрезидента Бранденбурга Вільгельма Кубе, який поширював чутки про нібито єврейське походження дружини Буха (і тещі Мартіна Бормана). Причиною інсинуацій Кубі на адресу дружини Буха з'явився проявлений Вищим партійним судом і особисто Бухом інтерес до особистого життя Кубу і його стилю керівництва в гау Курмарк.
Після всенімецького єврейського погрому 10 листопада 1938 роки (т. зв. «Кришталева ніч») намагався притягнути до відповідальності погромників і грабіжників по лінії Вищого партійного суду. Всього тоді було притягнуто до відповідальності 30 нацистів, 4 виключені з НСДАП, двоє знижені в посадах, інші були звільнені від відповідальності. Буху так і не вдалося отримати від Гітлера дозвіл на порушення справ стосовно організаторів та керівників «Кришталевої ночі». Після цього він демонстративно вирушив у подорож, тепер уже в Південну Америку.
Тим часом вплив Буха в партії стало падати, і показником цього в тому числі є те, що його зять, начальник Штабу заступника фюрера Мартін Борман, а також його дочка Герда (дружина Бормана) перестали з ним спілкуватися. Проте, на посаді голови Вищого партійного суду Бух залишався до кінця війни.
30 квітня 1945 року Бух був заарештований американськими військами, виступав свідком на Нюрнберзькому процесі. До серпня 1945 року перебував у різноманітних таборах для військовополонених, був підданий численним допитам американськими спецслужбами. У серпні 1948 року засуджений Мюнхенським судом з денацифікації до 5 років тюремного ув'язнення. 29 липня 1949 року апеляційний суд визнав Буха злочинцем першої категорії («головний злочинець»), однак термін ув'язнення був зменшений до 3.5 років. При цьому до терміну ув'язнення врахували перебування в полоні і Буха звільнили.
Через 6 тижнів після звільнення Бух покінчив життя самогубством, перерізавши собі вени на зап'ястях і кинувшись в озеро Аммерзе.

## Особисте життя
Бух одружився в 1908 чи 1909 році, у шлюбі народились 4 дітей: 2 синів і 2 дочки. Дружина Буха померла в 1944 році.
Старша дочка Буха, Герда, 2 серпня 1929 року вийшла заміж за Мартіна Бормана — тоді працівника служби страхування в штабі Вищого командування СА. На весіллі свідками були Адольф Гітлер і Рудольф Гесс.

## Нагороди
- Залізний хрест 2-го і 1-го класу
- Почесний знак Кобург (1932)
- Почесний кут старих бійців (лютий 1934)
- Почесний хрест ветерана війни з мечами (1934)
- Золотий партійний знак НСДАП (1934)
- Кільце «Мертва голова» (25 грудня 1934)
- Орден крові (6 липня 1936)
- Німецький Олімпійський знак 1-го класу (16 серпня 1936)
- Почесний партійний знак «Нюрнберг 1929»
- Знак учасника зльоту СА в Брауншвейзі 1931
- Цивільний знак СС
- Почесна шпага рейхсфюрера СС (грудень 1937)
- Золотий почесний знак Гітлер'югенду з дубовим листям

- Хрест Воєнних заслуг 2-го і 1-го класу
- Медаль «За вислугу років у НСДАП» в бронзі, сріблі та золоті (25 років)

## Галерея

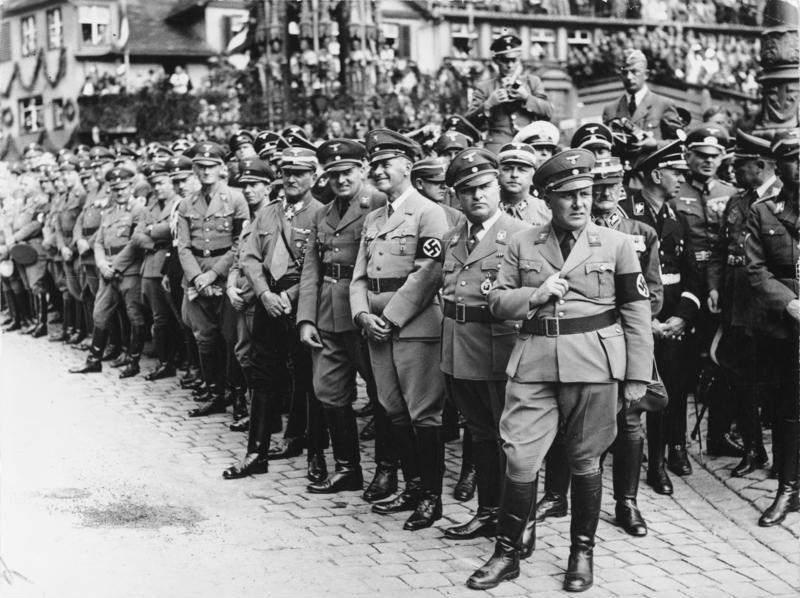
18 рейхсляйтерів (у першому ряду) на 10-у партійному з'їзді (Нюрнберг, вересень 1938). Справа наліво: Мартін Борман, Роберт Лей, Вільгельм Фрік, Ганс Франк, Франц фон Епп, Йозеф Геббельс, Вальтер Бух.